# Posthalterei (Possenheim)

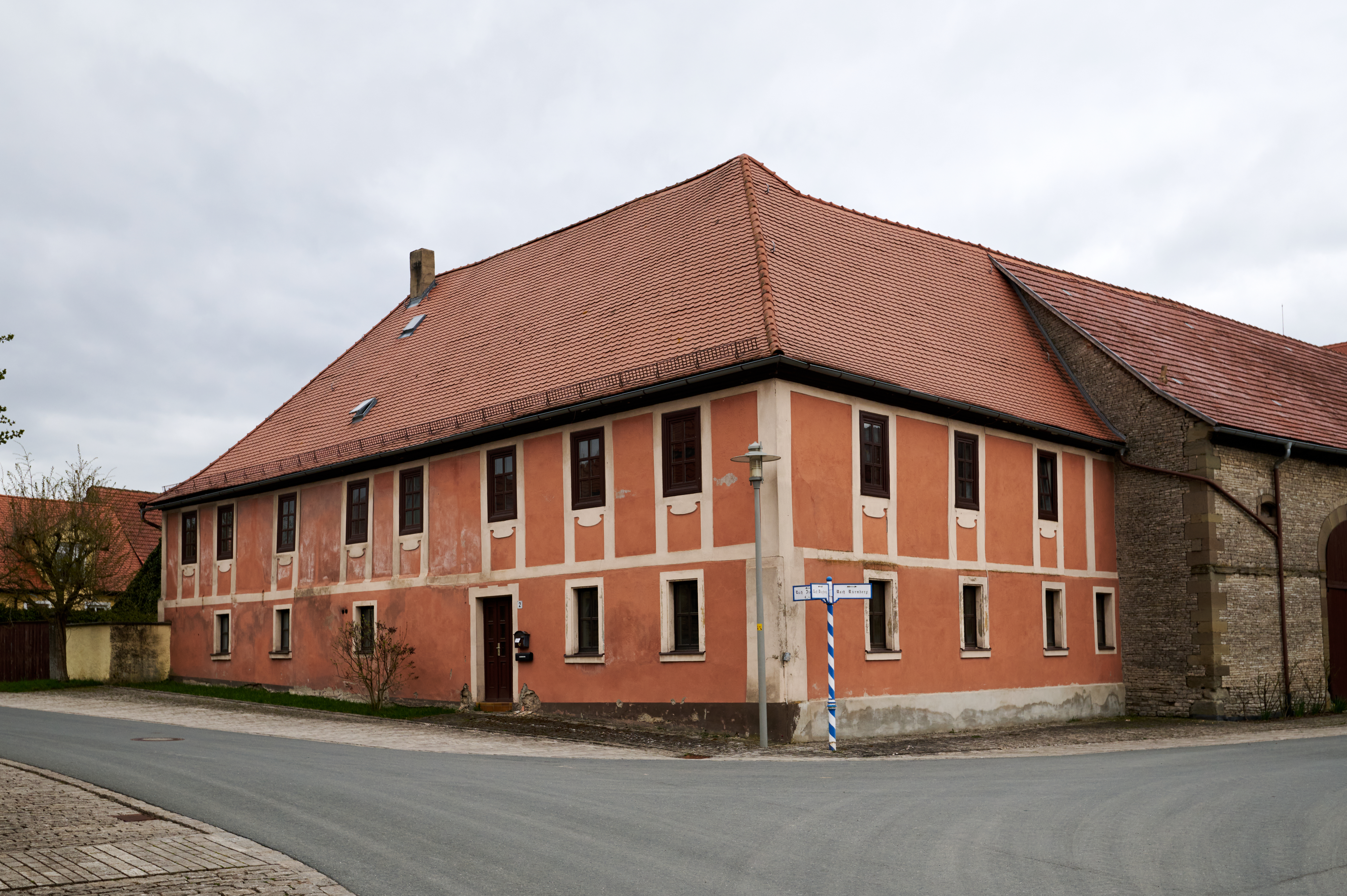
Die ehemalige Posthalterei in Possenheim

Bei der ehemaligen Posthalterei (Adresse Poststraße 2; früher Hausnummer 23) handelt es sich um ein denkmalgeschütztes Gebäude im Iphöfer Gemeindeteil Possenheim im unterfränkischen Landkreis Kitzingen. In den Baulichkeiten war vom 17. bis zum 19. Jahrhundert eine Posthalterei an der Strecke Nürnberg–Würzburg untergebracht.

## Geschichte
Zwei Postwege erreichten in der Frühen Neuzeit Possenheim. Die alte Poststraße kam von Markt Bibart, das bereits seit 1617 als Poststation in den Quellen fassbar wird, über Altmannshausen, Altenspeckfeld und Enzlar nach Markt Bibart. Eine weitere Nebenstrecke übersprang das Bibarttal und führte direkt von Langenfeld über Dornheim und Hellmitzheim nach Possenheim. Wahrscheinlich bestand spätestens zu Beginn des 17. Jahrhunderts eine Poststation in Possenheim. Erstmals urkundlich fassbar ist sie jedoch erst ab den 1620er Jahren. Wahrscheinlich entstand um 1615 die Posthalterei.
Am 30. März 1627 tauchte in der Taufmatrikel des Dorfes der Postillion Johannes Scharrer als Taufpate für Hans Hertlein aus Stübach auf. Im September desselben Jahres wurde Scharrer selbst Vater einer Tochter. Als Patin wurde Kunigunda von den Birghden genannt, die Ehefrau des Frankfurter Postmeisters Johann von den Birghden. Die Position des Posthalters oder Postillions wurde in der Frühneuzeit an Söhne oder Schwiegersöhne übergeben. So gelangte vor 1655 Johann Kreutzer an den Posten. Er hatte 1646 die Tochter des Johannes Scharrer geheiratet. Anschließend war wohl sein Sohn Johann Friedrich Kreutzer bis zu seinem Tod 1678 als Kaiserlicher Reichsposthalter tätig.
Als Nächstes gelangte Leonhard Stephan Frieß an Titel und Amt eines Kaiserlichen Reichsposthalters von Possenheim. Er war eigentlich Gräflich-Limpurgischer Registrator auf Schloß Speckfeld. Unklar ist, ob die Posthalter bereits damals im Haus inmitten des Dorfes residierten. In den Quellen ist immer nur ganz allgemein vom „Posthaus“ die Rede, ohne eine genaue Ortsangabe. Gesichert ist, dass es in der Poststelle Possenheim kein Schloss gab, da man am 12. Dezember 1711 darauf verzichtete, die Reichskleinodien auf ihrem Weg nach Frankfurt hier über Nacht zu lagern. Stattdessen zog die Abordnung mit den Schmuckstücken nach Mainbernheim weiter.
Am 7. September 1723 wurde Johann Samuel Frieß, der 1699 geborene Sohn des Leonhard Stephan Kaiserlicher Postverweser genannt. Er hatte das Amt wahrscheinlich nur vertretungsweise inne und übergab es mit dem Tod der Mutter, die am 12. Dezember 1738 starb. Erstmals wurde Frieß auch 1739 in den neu angefangenen Taxis’schen Postakten über Possenheim erwähnt. Er musste Fürst Alexander Ferdinand von Thurn und Taxis den Treueid leisten, starb aber bereits 1741. Der Posten gelangte kurze Zeit an seine Witwe, die sich noch im selben Jahr mit Lorenz Wolfgang Schoch vermählte.
Unter Schoch tauchte das Anwesen in der Poststraße 2 erstmals auf. Er verkaufte am 12. April 1754 die Besitzungen des Postmeisters an Johann Michael Geisendörfer aus Possenheim. In den Verkaufsunterlagen versicherte Schoch, dass die Güter bereits über 100 Jahre mit dem Amt des Postmeisters verbunden waren. Der neue Posthalter sorgte bereits am 8. Juni 1793 dafür, dass sein Sohn Johann Moritz die Anwartschaft auf das Amt des Postmeisters erhielt. Im Jahr 1800 übergab er das Amt an seinen Sohn. Unter Johann Moritz Geisendörfer wurde die Station am 1. März 1808 in eine königlich bayerische Postexpedition als Teil des Oberpostamtes Nürnberg umgewandelt.
Nachdem Geisendörfer am 21. August 1809 wegen dienstlicher Verfehlungen aus dem Amt entlassen worden war, übernahm der Kronenwirt Sebastian Arnold den Posten. Er ließ die Postexpedition vom Haus Poststraße 2 in sein Anwesen in der Schulstraße 1 verlegen. 1814 gelangte die Postexpedition an das Oberpostamt Würzburg, ehe man sie 1816 wieder nach Nürnberg gab. Allerdings wurde Possenheim mit dem 1. Juli 1834 wiederum Teil des Oberpostamtes Würzburg. Hier verblieb die Postexpedition bis zu ihrer endgültigen Auflösung am 1. Juli 1865.

## Beschreibung

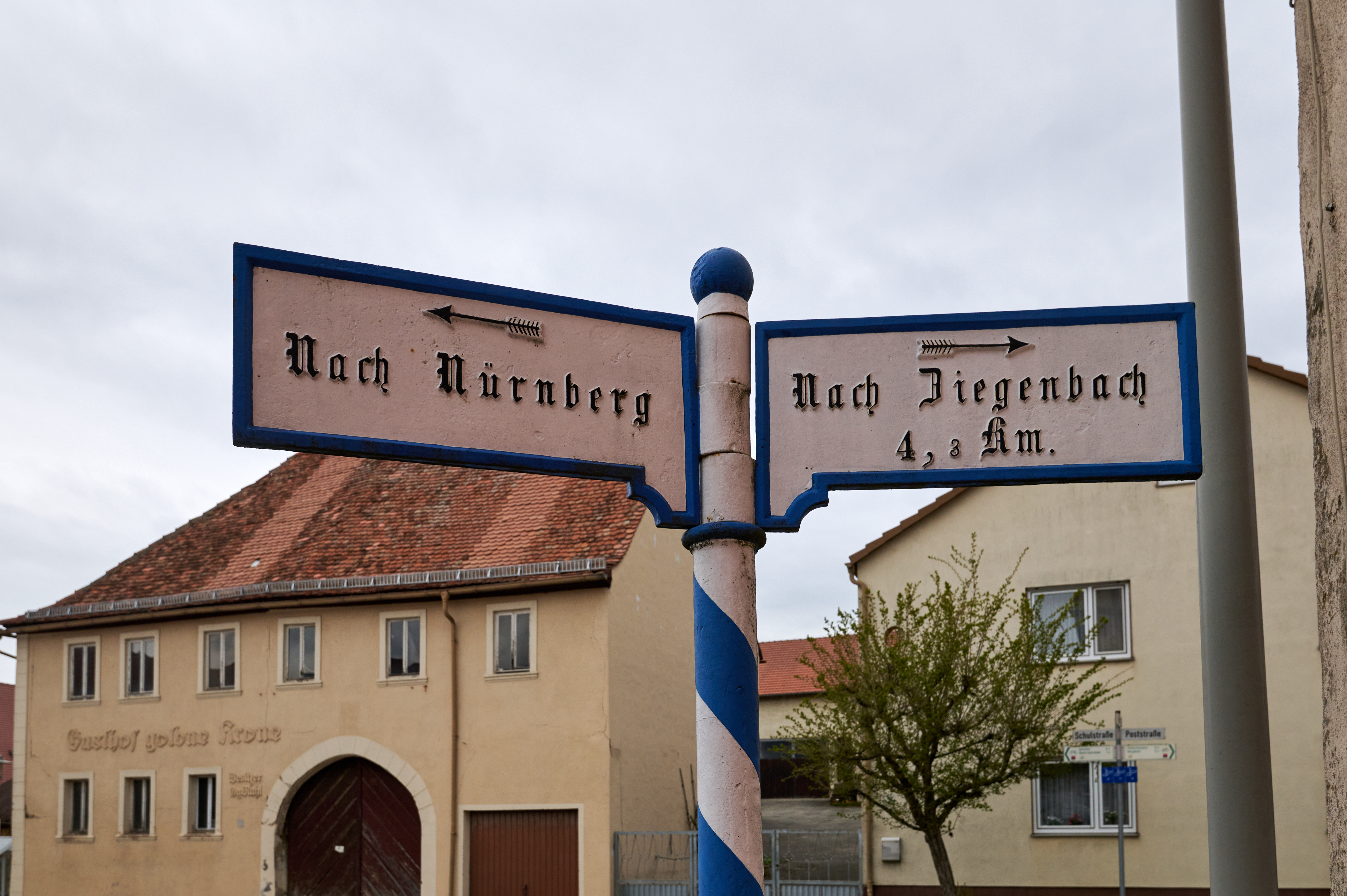
Der Wegweiser vor der Posthalterei

Die ehemalige Posthalterei in Possenheim wird vom Bayerischen Landesamt für Denkmalpflege als Baudenkmal eingeordnet. Das Hauptgebäude an der Ecke Poststraße/Kirchstraße entstammt dabei bereits dem 17. Jahrhundert und wurde in der ersten Hälfte des 19. Jahrhunderts umgebaut. Es handelt sich um einen zweigeschossigen Walmdachbau. Auf die Umbauten des Jahres 1832 gehen die Jugendstildekorationen zurück, die insbesondere um die Fenster und das Portal an der Poststraße angebracht wurden.
An das Hauptgebäude schließt sich eine Scheune an der Kirchstraße an. Sie präsentiert sich als Halbwalmdachhaus mit Eckquaderung. Das Gebäude blieb unverputzt, sodass die unbehauenen Bruchsteine sichtbar sind. Die Scheune entstand in der zweiten Hälfte des 19. Jahrhunderts. Zwei große Rundbogenportal verweisen auf die Nutzung als Posthalterei. Um die beiden Bauten gruppieren sich mehrere Kleindenkmäler, die eng mit der Geschichte der Posthalterei in Verbindung stehen. Zum einen haben sich zwei Steinbänke erhalten, zum anderen hat sich ein Wegweiser in den blau-weißen Farben des Königreichs Bayern erhalten. Ausgeschrieben sind die Wege nach Nürnberg, Würzburg und Ziegenbach.